# Tanzania na Letnich Igrzyskach Olimpijskich 2012
Tanzanię na Letnich Igrzyskach Olimpijskich 2012, które odbyły się w Londynie,  reprezentowało 6 zawodników. Był to dwunasty start reprezentacji Tanzanii na letnich igrzyskach olimpijskich.

## Reprezentanci

### Boks
| Zawodnik        | Konkurencja           | 1/16                 | 1/8              | Ćwierćfinały     | Półfinały        | Finał   | Finał |
| Zawodnik        | Konkurencja           | Przeciwnik Wynik     | Przeciwnik Wynik | Przeciwnik Wynik | Przeciwnik Wynik | Pozycja |       |
| --------------- | --------------------- | -------------------- | ---------------- | ---------------- | ---------------- | ------- | ----- |
| Seleman Kidunda | półśrednia (do 69 kg) | Vasile Belous P 7-20 | NQ               | NQ               | NQ               | NQ      | NQ    |

### Lekkoatletyka

#### Kobiety
Konkurencje biegowe
| Konkurencja    | Zawodnik     | Runda 1  | Runda 1 | Runda 2  | Runda 2 | Półfinał | Półfinał | Finał    | Finał   |
| Konkurencja    | Zawodnik     | Rezultat | Pozycja | Rezultat | Pozycja | Rezultat | Pozycja  | Rezultat | Pozycja |
| -------------- | ------------ | -------- | ------- | -------- | ------- | -------- | -------- | -------- | ------- |
| bieg na 5000 m | Zakia Mrisho | 15:39.58 | 31.     | —        | —       | —        | —        | NQ       | NQ      |

#### Mężczyźni
Konkurencje biegowe
| Konkurencja | Zawodnik         | Runda 1  | Runda 1 | Runda 2  | Runda 2 | Półfinał | Półfinał | Finał    | Finał   |
| Konkurencja | Zawodnik         | Rezultat | Pozycja | Rezultat | Pozycja | Rezultat | Pozycja  | Rezultat | Pozycja |
| ----------- | ---------------- | -------- | ------- | -------- | ------- | -------- | -------- | -------- | ------- |
| Maraton     | Faustine Mussa   | —        | —       | —        | —       | —        | —        | 2:17:39  | 33.     |
| Maraton     | Samson Ramadhani | —        | —       | —        | —       | —        | —        | 2:24:53  | 66.     |

### Pływanie
Kobiety
| Zawodniczka     | Konkurencja    | Eliminacje | Eliminacje | Półfinał | Półfinał | Finał | Finał   |
| Zawodniczka     | Konkurencja    | Czas       | Miejsce    | Czas     | Miejsce  | Czas  | Miejsce |
| --------------- | -------------- | ---------- | ---------- | -------- | -------- | ----- | ------- |
| Magdalena Moshi | 100 m dowolnym | 1:05.80    | 45.        | NQ       | NQ       | NQ    | NQ      |

Mężczyźni
| Zawodnik         | Konkurencja    | Eliminacje | Eliminacje | Półfinał | Półfinał | Finał | Finał   |
| Zawodnik         | Konkurencja    | Czas       | Miejsce    | Czas     | Miejsce  | Czas  | Miejsce |
| ---------------- | -------------- | ---------- | ---------- | -------- | -------- | ----- | ------- |
| Ammaar Ghadiyali | 100 m dowolnym | 1:01.07    | 55.        | NQ       | NQ       | NQ    | NQ      |